# Kuba az 1992. évi nyári olimpiai játékokon
Kuba a spanyolországi Barcelonában megrendezett 1992. évi nyári olimpiai játékok egyik részt vevő nemzete volt. Az országot az olimpián 16 sportágban 176 sportoló képviselte, akik összesen 31 érmet szereztek.

## Érmesek
| Érem  | Versenyző | Sportág    | Versenyszám               |
| ----- | --- | ---------- | ------------------------- |
| Arany | Javier Sotomayor | Atlétika   | Férfi magasugrás          |
| Arany | Maritza Martén | Atlétika   | Női diszkoszvetés         |
| Arany | Nemzeti válogatott Omar Ajete Rolando Arrojo José Delgado Giorge Díaz José Antonio Estrada Osvaldo Fernández Lourdes Gourriel Alberto Hernández Orlando Hernández Orestes Kindelán Omar Linares Germán Mesa Victor Mesa Antonio Pacheco Juan Padilla Juan Carlos Pérez Luis Ulacia Ermidelio Urrutia Jorge Luis Valdés Lázaro Vargas | Baseball   | Férfi                     |
| Arany | Héctor Milián | Birkózás   | Férfi kötöttfogás, 100 kg |
| Arany | Alejandro Puerto | Birkózás   | Férfi szabadfogás, 57 kg  |
| Arany | Odalis Revé | Cselgáncs  | Női középsúly             |
| Arany | Rogelio Marcelo | Ökölvívás  | Papírsúly                 |
| Arany | Joel Casamayor | Ökölvívás  | Harmatsúly                |
| Arany | Héctor Vinent | Ökölvívás  | Kisváltósúly              |
| Arany | Juan Carlos Lemus | Ökölvívás  | Nagyváltósúly             |
| Arany | Ariel Hernández | Ökölvívás  | Középsúly                 |
| Arany | Félix Savón | Ökölvívás  | Nehézsúly                 |
| Arany | Roberto Balado | Ökölvívás  | Szupernehézsúly           |
| Arany | Nemzeti válogatott Regla Bell Mercedes Calderón Magaly Carvajal Marlenis Costa Ana Fernández Idalmis Gato Lilia Izquierdo Norka Latamblet Mireya Luis Tania Ortiz Raisa O’Farrill Regla Torres | Röplabda   | Női                       |
| Ezüst | Roberto Hernández Héctor Herrera Lázaro Martínez Norberto Téllez | Atlétika   | Férfi 4 × 400 m váltó     |
| Ezüst | Estela Rodríguez | Cselgáncs  | Női nehézsúly             |
| Ezüst | Raúl González Sánchez | Ökölvívás  | Légsúly                   |
| Ezüst | Juan Hernández | Ökölvívás  | Váltósúly                 |
| Ezüst | Pablo Lara | Súlyemelés | Férfi 75 kg               |
| Ezüst | Guillermo Betancourt Tulio Díaz Hermenegildo García Oscar García Pérez Elvis Gregory | Vívás      | Férfi tőr, csapat         |
| Bronz | Jorge Aguilera Joel Isasi Joel Lamela Andrés Simón | Atlétika   | Férfi 4 × 100 m váltó     |
| Bronz | Roberto Moya | Atlétika   | Férfi diszkoszvetés       |
| Bronz | Ana Fidelia Quirot | Atlétika   | Női 800 m                 |
| Bronz | Ioamnet Quintero | Atlétika   | Női magasugrás            |
| Bronz | Wilber Sánchez | Birkózás   | Férfi kötöttfogás, 48 kg  |
| Bronz | Juan Marén | Birkózás   | Férfi kötöttfogás, 62 kg  |
| Bronz | Lázaro Reinoso | Birkózás   | Férfi szabadfogás, 62 kg  |
| Bronz | Israel Hernández | Cselgáncs  | Férfi harmatsúly          |
| Bronz | Amarilis Savón | Cselgáncs  | Női légsúly               |
| Bronz | Driulis González | Cselgáncs  | Női könnyűsúly            |
| Bronz | Elvis Gregory | Vívás      | Férfi tőr, egyéni         |

| Sport         |    |   |    | Összesen |
| Asztalitenisz | 0  | 0 | 0  | 0        |
| Atlétika      | 2  | 1 | 4  | 7        |
| Baseball      | 1  | 0 | 0  | 1        |
| Birkózás      | 2  | 0 | 3  | 5        |
| Cselgáncs     | 1  | 1 | 3  | 5        |
| Evezés        | 0  | 0 | 0  | 0        |
| Kajak-kenu    | 0  | 0 | 0  | 0        |
| Kerékpározás  | 0  | 0 | 0  | 0        |
| Kosárlabda    | 0  | 0 | 0  | 0        |
| Ökölvívás     | 7  | 2 | 0  | 9        |
| Röplabda      | 1  | 0 | 0  | 1        |
| Sportlövészet | 0  | 0 | 0  | 0        |
| Súlyemelés    | 0  | 1 | 0  | 1        |
| Úszás         | 0  | 0 | 0  | 0        |
| Vívás         | 0  | 1 | 1  | 2        |
| Vízilabda     | 0  | 0 | 0  | 0        |
| Összesen      | 14 | 6 | 11 | 31       |

| Naponként | Naponként    | Naponként | Naponként | Naponként | Naponként | Naponként |
| --------- | ------------ | --------- | --------- | --------- | --------- | --------- |
| Nap       | Dátum        |           |           |           | Összesen  |           |
| 1.nap     | Július 25.   | —         | —         | —         | —         |           |
| 2.nap     | Július 26.   | 0         | 0         | 0         | 0         |           |
| 3.nap     | Július 27.   | 0         | 1         | 0         | 1         |           |
| 4.nap     | Július 28.   | 1         | 0         | 0         | 1         |           |
| 5.nap     | Július 29.   | 1         | 0         | 1         | 2         |           |
| 6.nap     | Július 30.   | 0         | 1         | 1         | 2         |           |
| 7.nap     | Július 31.   | 0         | 0         | 2         | 2         |           |
| 8.nap     | Augusztus 1. | 0         | 0         | 1         | 1         |           |
| 9.nap     | Augusztus 2. | 1         | 0         | 1         | 2         |           |
| 10.nap    | Augusztus 3. | 1         | 0         | 1         | 2         |           |
| 11.nap    | Augusztus 4. | 0         | 0         | 0         | 0         |           |
| 12.nap    | Augusztus 5. | 1         | 1         | 1         | 3         |           |
| 13.nap    | Augusztus 6. | 0         | 0         | 0         | 0         |           |
| 14.nap    | Augusztus 7. | 2         | 0         | 1         | 3         |           |
| 15.nap    | Augusztus 8. | 4         | 2         | 2         | 8         |           |
| 16.nap    | Augusztus 9. | 3         | 1         | 0         | 4         |           |
| Összesen  |              | 14        | 6         | 11        | 31        |           |

## Asztalitenisz
Férfi
| Versenyző                  | Versenyszám | Csoportkör | Csoportkör | Nyolcaddöntő      | Negyeddöntő       | Elődöntő          | Döntő             | Helyezés |
| Versenyző                  | Versenyszám | Ellenfél Eredmény | Hely.      | Ellenfél Eredmény | Ellenfél Eredmény | Ellenfél Eredmény | Ellenfél Eredmény | Helyezés |
| -------------------------- | ----------- | --- | ---------- | ----------------- | ----------------- | ----------------- | ----------------- | -------- |
| Rubén Arado                | Egyes       | O csoport · Yi Ding (AUT) · 0-2 · Sibutani Hirosi (JPN) · 0-2 · Peter Jackson (NZL) · 0-2 | 4.         | kiesett           | kiesett           | kiesett           | kiesett           | 49.      |
| Santiago Roque             | Egyes       | J csoport · Ju Namgju (Yu Nam-Gyu) (KOR) · 0-2 · Lou Chűn-szung (Lo Chuen Tsung) (HKG) · 0-2 · Sean O'Neill (USA) · 0-2                                                                        | 4.         | kiesett           | kiesett           | kiesett           | kiesett           | 49.      |
| Rubén Arado Santiago Roque | Páros       | G csoport · Kína (CHN) · Ma Ven-ko (Ma Wenge) · Jü Sen-tung (Yu Shentong) · 0-2 · Nagy-Britannia (GBR) · Alan Cooke · Carl Prean · 1-2 · Nigéria (NGR) · Oleyumi Bankole · Segun Toriola · 0-2 | 4.         |                   | kiesett           | kiesett           | kiesett           | 25.      |

Női
| Versenyző                         | Versenyszám | Csoportkör | Csoportkör | Nyolcaddöntő      | Negyeddöntő       | Elődöntő          | Döntő             | Helyezés |
| Versenyző                         | Versenyszám | Ellenfél Eredmény | Hely.      | Ellenfél Eredmény | Ellenfél Eredmény | Ellenfél Eredmény | Ellenfél Eredmény | Helyezés |
| --------------------------------- | ----------- | --- | ---------- | ----------------- | ----------------- | ----------------- | ----------------- | -------- |
| Marisel Ramírez                   | Egyes       | J csoport · Otilia Bădescu (ROU) · 0-2 · Jasna Fazlić (IOP) · 0-2 · Nijati Roj-Sáh (IND) · 0-2 | 4.         | kiesett           | kiesett           | kiesett           | kiesett           | 49.      |
| Yolanda Rodríguez                 | Egyes       | L csoport · Hosino Mika (JPN) · 0-2 · Valentina Popovová (EUN) · 0-2 · Nihal Meshref (EGY) · 0-2 | 4.         | kiesett           | kiesett           | kiesett           | kiesett           | 49.      |
| Marisel Ramírez Yolanda Rodríguez | Páros       | H csoport · Dél-Korea (KOR) · I Dzsongim (Lee Jeong-Im) · Hong Szunhva (Hong Sun-Hwa) · 0-2 · Japán (JPN) · Hosino Mika · Jamasita-Kaizu Fumijo · 0-2 · Indonézia (INA) · Ling Ling Minangmojo · Rossy Pratiwi Dipoyanti · 0-2 | 4.         |                   | kiesett           | kiesett           | kiesett           | 25.      |

## Atlétika
Férfi
| Versenyző                                                        | Versenyszám     | Előfutam | Előfutam | Előfutam | Negyeddöntő | Negyeddöntő | Negyeddöntő | Elődöntő | Elődöntő | Elődöntő | Döntő         | Döntő         |
| Versenyző                                                        | Versenyszám     | Idő      | Hely.    | Össz.    | Idő         | Hely.       | Össz.       | Idő      | Hely.    | Össz.    | Idő           | Helyezés      |
| ---------------------------------------------------------------- | --------------- | -------- | -------- | -------- | ----------- | ----------- | ----------- | -------- | -------- | -------- | ------------- | ------------- |
| Roberto Hernández                                                | 400 m           | 45,07    | 2.       | 2.       | 44,84       | 2.          | 4.          | 44,72    | 4.       | 6.*      | 44,52         | 5.            |
| Emilio Valle                                                     | 110 m gát       | 13,47    | 2.       | 7.*      | 13,42       | 3.          | 5.          | 13,45    | 4.       | 7.       | 13,41         | 6.            |
| Alberto Cuba                                                     | Maraton         |          |          |          |             |             |             |          |          |          | nem ért célba | nem ért célba |
| Andrés Simón Joel Lamela Joel Isasi Jorge Aguilera               | 4 × 100 m váltó | 38,81    | 1.       | 1.       |             |             |             | 38,49    | 2.       | 3.       | 38,00         |               |
| Lázaro Martínez Héctor Herrera Norberto Téllez Roberto Hernández | 4 × 400 m váltó | 2:59,13  | 1.       | 1.       |             |             |             |          |          |          | 2:59,51       |               |

| Versenyző        | Versenyszám   | Selejtező | Selejtező | Döntő    | Döntő    |
| Versenyző        | Versenyszám   | Eredmény  | Helyezés  | Eredmény | Helyezés |
| ---------------- | ------------- | --------- | --------- | -------- | -------- |
| Marino Drake     | Magasugrás    | 229 cm    | 1.        | 228 cm   | 8.**     |
| Javier Sotomayor | Magasugrás    | 226 cm    | 3.***     | 234 cm   |          |
| Jaime Jefferson  | Távolugrás    | 809 cm    | 5.        | 808 cm   | 5.       |
| Iván Pedroso     | Távolugrás    | 807 cm    | 7.        | 811 cm   | 4.       |
| Yoelbi Quesada   | Hármasugrás   | 17,21 m   | 4.        | 17,18 m  | 6.       |
| Juan Martínez    | Diszkoszvetés | 60,34 m   | 10.       | 62,64 m  | 6.       |
| Roberto Moya     | Diszkoszvetés | 62,06 m   | 7.        | 64,12 m  |          |

Női
| Versenyző                                                     | Versenyszám     | Előfutam | Előfutam | Előfutam | Negyeddöntő | Negyeddöntő | Negyeddöntő | Elődöntő | Elődöntő | Elődöntő | Döntő         | Döntő         |
| Versenyző                                                     | Versenyszám     | Idő      | Hely.    | Össz.    | Idő         | Hely.       | Össz.       | Idő      | Hely.    | Össz.    | Idő           | Helyezés      |
| ------------------------------------------------------------- | --------------- | -------- | -------- | -------- | ----------- | ----------- | ----------- | -------- | -------- | -------- | ------------- | ------------- |
| Liliana Allen                                                 | 100 m           | 11,49    | 3.       | 17.      | 11,33       | 3.          | 11.         | 11,28    | 4.       | 7.       | 11,19         | 8.            |
| Ana Fidelia Quirot                                            | 800 m           | 1:59,06  | 2.       | 2.       |             |             |             | 2:00,86  | 3.       | 9.       | 1:56,80       |               |
| Odalys Adams                                                  | 100 m gát       | 13,28    | 5.       | 20.      | 13,26       | 4.          | 14.*        | 13,14    | 4.       | 5.*      | 13,57         | 8.            |
| Aliuska López                                                 | 100 m gát       | 13,08    | 2.       | 7.       | 13,01       | 2.          | 5.          | 13,16    | 4.       | 8.       | 12,87         | 6.            |
| Eusebia Riquelme Aliuska López Idalmis Bonne Liliana Allen    | 4 × 100 m váltó | 43,51    | 4.       | 8.       |             |             |             |          |          |          | nem ért célba | nem ért célba |
| Nancy McLeón Odalmis Limonta Daysi Duporty Ana Fidelia Quirot | 4 × 400 m váltó | kizárták | kizárták | kizárták |             |             |             |          |          |          | 3:26,37       | 6.            |

| Versenyző           | Versenyszám   | Selejtező | Selejtező | Döntő    | Döntő    |
| Versenyző           | Versenyszám   | Eredmény  | Helyezés  | Eredmény | Helyezés |
| ------------------- | ------------- | --------- | --------- | -------- | -------- |
| Silvia Costa        | Magasugrás    | 192 cm    | 10.*      | 194 cm   | 6.       |
| Ioamnet Quintero    | Magasugrás    | 192 cm    | 4.*       | 197 cm   |          |
| Belsy Laza          | Súlylökés     | 18,72 m   | 6.        | 19,70 m  | 4.       |
| Bárbara Hechavarría | Diszkoszvetés | 60,22 m   | 15.       | kiesett  | kiesett  |
| Maritza Martén      | Diszkoszvetés | 65,02 m   | 3.        | 70,06 m  |          |
| Hilda Ramos         | Diszkoszvetés | 62,82 m   | 9.        | 63,80 m  | 6.       |
| Dulce García        | Gerelyhajítás | 60,44 m   | 12.       | 58,26 m  | 8.       |
| Isel López          | Gerelyhajítás | 60,42 m   | 13.       | kiesett  | kiesett  |

* – egy másik versenyzővel azonos időt/eredményt ért el

** – két másik versenyzővel azonos eredményt ért el

*** – három másik versenyzővel azonos eredményt ért el

## Baseball
| Kubai baseballcsapat-játékoskeret | Kubai baseballcsapat-játékoskeret |
| --- | --- |
| - Omar Ajete - Rolando Arrojo - José Delgado - Giorge Díaz - José Antonio Estrada - Osvaldo Fernández - Lourdes Gourriel - Alberto Hernández - Orlando Hernández - Orestes Kindelán | - Omar Linares - Germán Mesa - Victor Mesa - Antonio Pacheco - Juan Padilla - Juan Carlos Pérez - Luis Ulacia - Ermidelio Urrutia - Jorge Luis Valdés - Lázaro Vargas - Szövetségi kapitány: Jorge Fuentes Fleitas |

### Eredmények
Csoportkör
| Csapat                | M | Gy | V | P+ | P– | Pk  |
| --------------------- | - | -- | - | -- | -- | --- |
| Kuba                  | 7 | 7  | 0 | 78 | 14 | +64 |
| Japán                 | 7 | 5  | 2 | 60 | 15 | +45 |
| Tajvan                | 7 | 5  | 2 | 61 | 21 | +40 |
| Egyesült Államok      | 7 | 5  | 2 | 49 | 28 | +21 |
| Puerto Rico           | 7 | 2  | 5 | 22 | 48 | –26 |
| Dominikai Köztársaság | 7 | 2  | 5 | 23 | 60 | –37 |
| Olaszország           | 7 | 1  | 6 | 25 | 62 | –37 |
| Spanyolország         | 7 | 1  | 6 | 15 | 85 | –70 |

| 1992. július 26. |  | Kuba | 8 – 0 | Dominikai Köztársaság |  |  |
| 1992. július 26. |  |      |       |                       |  |  |

| 1992. július 27. |  | Kuba | 18 – 1 | Olaszország |  |  |
| 1992. július 27. |  |      |        |             |  |  |

| 1992. július 28. |  | Kuba | 8 – 2 | Japán |  |  |
| 1992. július 28. |  |      |       |       |  |  |

| 1992. július 29. |  | Kuba | 9 – 6 | Egyesült Államok |  |  |
| 1992. július 29. |  |      |       |                  |  |  |

| 1992. július 31. |  | Spanyolország | 0 – 18 | Kuba |  |  |
| 1992. július 31. |  |               |        |      |  |  |

| 1992. augusztus 1. |  | Kuba | 9 – 4 | Puerto Rico |  |  |
| 1992. augusztus 1. |  |      |       |             |  |  |

| 1992. augusztus 2. |  | Kuba | 8 – 1 | Tajvan |  |  |
| 1992. augusztus 2. |  |      |       |        |  |  |

Elődöntő
| 1992. augusztus 4. |  | Kuba | 6 – 1 | Egyesült Államok |  |  |
| 1992. augusztus 4. |  |      |       |                  |  |  |

Döntő
| 1992. augusztus 5. |  | Tajvan | 1 – 11 | Kuba |  |  |
| 1992. augusztus 5. |  |        |        |      |  |  |

| Csapat     | Helyezés |
| ---------- | -------- |
| Kuba (CUB) |          |

## Birkózás
Kötöttfogású
| Versenyző         | Versenyszám | Csoportkör | Csoportkör | Helyosztók              | Helyosztók                                | Helyosztók               | Bronz- mérkőzés                  | Döntő                        | Helyezés    |
| Versenyző         | Versenyszám | Csoportkör | Csoportkör | 9. helyért              | 7. helyért                                | 5. helyért               | Bronz- mérkőzés                  | Döntő                        | Helyezés    |
| Versenyző         | Versenyszám | Ellenfél Eredmény | Hely.      | Ellenfél Eredmény       | Ellenfél Eredmény                         | Ellenfél Eredmény        | Ellenfél Eredmény                | Ellenfél Eredmény            | Helyezés    |
| ----------------- | ----------- | --- | ---------- | ----------------------- | ----------------------------------------- | ------------------------ | -------------------------------- | ---------------------------- | ----------- |
| Wilber Sánchez    | 48 kg       | A csoport · Mark Fuller (USA) · 3-0 · Ömer Elmas (TUR) · 3-0 · Nik Zagranitchni (ISR) · 4-0 · Lars Rønningen (NOR) · 2-1 · Iliuţă Dăscălescu (ROU) · 2-2 · Oleg Kucserenko (EUN) · 0-11 | 2.         |                         |                                           |                          | Fuat Yildiz (GER) · 5-0          |                              |             |
| Raúl Martínez     | 52 kg       | A csoport · Valentin Rebegea (ROU) · 3-5 · Olaf Brandt (GER) · 15-0 · Ismo Kamesaki (FIN) · 2-4                                                                                         | 5.         | Saïd Tango (MAR) · 15-0 |                                           |                          |                                  |                              | 9.          |
| William Lara      | 57 kg       | A csoport · Rifat Yildiz (GER) · 1-3 · Iszaák Theodorídisz (GRE) · 5-0 · Patrice Mourier (FRA) · 2-1 · Sike András (HUN) · 1-0 · Alekszandr Ignatyenko (EUN) · 1-2                      | 3.         |                         |                                           | Marian Sandu (ROU) · 8-1 |                                  |                              | 5.          |
| Juan Marén        | 62 kg       | B csoport · Mehmet Akif Pirim (TUR) · 2-3 · Jindřich Vavrla (TCH) · 3-2 · Konsztandínosz Arkudéasz (GRE) · 5-0 (kétvállas) · Sztaniszlav Grigorov (BUL) · 5-1 · Bódi Jenő (HUN) · 5-1   | 2.         |                         |                                           |                          | Włodzimierz Zawadzki (POL) · 5-0 |                              |             |
| Cecilio Rodríguez | 68 kg       | A csoport · İslam Duqiçiyev (EUN) · 1-3 · Claudio Pasarelli (GER) · 1-0 · Ryszard Wolny (POL) · 6-1 · Kim Szongmun (Kim Seong-Mun) (KOR) · 10-1 · Abdollah Chamangoli (IRI) · 10-2      | 2.         |                         |                                           |                          | Rodney Smith (USA) · 3-6         |                              | 4.          |
| Nestor Almanza    | 74 kg       | B csoport · Aléxandrosz Triandafilídisz (GRE) · 5-0 · Dobri Ivanov (BUL) · 3-2 · Yvon Riemer (FRA) · 2-0 · Mnacakan Iszkandarjan (EUN) · 0-5                                            | 2.         |                         |                                           |                          | Torbjörn Kornbakk (SWE) · 1-5    |                              | 4.          |
| Reynaldo Peña     | 90 kg       | B csoport · Mikael Ljungberg (SWE) · 0-1 · Franz Marx (AUT) · 4-3 · Om Dzsinhan (Eom Jin-Han) (KOR) · 8-0 · Hassan Babak (IRI) · 0-2                                                    | 4.         |                         | Salvatore Campanella (ITA) · visszalépett |                          |                                  |                              | 7.          |
| Héctor Milián     | 100 kg      | B csoport · Szergej Gyemjaskevics (EUN) · 1-0 · Alioune Diouf (SEN) · DQ · Atanasz Komsev (BUL) · 8-2 · Andreas Steinbach (GER) · 10-4                                                  | 1.         |                         |                                           |                          |                                  | Dennis Koslowski (USA) · 2-1 |             |
| Cándido Mesa      | 130 kg      | A csoport · Bounama Touré (SEN) · 3-0 (kétvállas) · Alekszandr Karelin (EUN) · 0-7 (kétvállas) · Andrew Borodow (CAN) · 0-2 (kétvállas)                                                 | 6.         | kiesett                 | kiesett                                   | kiesett                  | kiesett                          | kiesett                      | helyezetlen |

Szabadfogású
| Versenyző        | Versenyszám | Csoportkör | Csoportkör | Helyosztók        | Helyosztók                                    | Helyosztók                   | Bronz- mérkőzés             | Döntő                      | Helyezés    |
| Versenyző        | Versenyszám | Csoportkör | Csoportkör | 9. helyért        | 7. helyért                                    | 5. helyért                   | Bronz- mérkőzés             | Döntő                      | Helyezés    |
| Versenyző        | Versenyszám | Ellenfél Eredmény | Hely.      | Ellenfél Eredmény | Ellenfél Eredmény                             | Ellenfél Eredmény            | Ellenfél Eredmény           | Ellenfél Eredmény          | Helyezés    |
| ---------------- | ----------- | --- | ---------- | ----------------- | --------------------------------------------- | ---------------------------- | --------------------------- | -------------------------- | ----------- |
| Aldo Martínez    | 48 kg       | B csoport · Marian Avramov (BUL) · 3-2 · Kim Il (PRK) · 6-7 · Óváry László (HUN) · 20-5 · Vugar Orudzsov (EUN) · 5-12                                                        | 4.         |                   | Tserenbaataryn Khosbayar (MGL) · visszalépett |                              |                             |                            | 7.          |
| Alfredo Leyva    | 52 kg       | B csoport · Thierry Bourdin (FRA) · 4-1 · Zeke Jones (USA) · 1-16 · Christopher Woodcroft (CAN) · 0-3 (kétvállas)                                                            | 6.         | kiesett           | kiesett                                       | kiesett                      | kiesett                     | kiesett                    | helyezetlen |
| Alejandro Puerto | 57 kg       | B csoport · Ahmed Naseer (PAK) · 6-0 · Andrés Iniesta Pacheco (ESP) · 8-0 · Robert Dawson (CAN) · 1-0 · Remzi Musaoğlu (TUR) · 3-0 · Kendall Cross (USA) · 10-6              | 1.         |                   |                                               |                              |                             | Szjarhej Szmal (EUN) · 5-0 |             |
| Lázaro Reinoso   | 62 kg       | A csoport · Magomed Azizov (EUN) · 6-11 · Martin Calder (CAN) · 10-7 · Giovanni Schillaci (ITA) · 3-1 · Kim Gvangcshol (Kim Gwang-Chol) (PRK) · 6-4 · John Smith (USA) · 3-1 | 2.         |                   |                                               |                              | Roszen Vaszilev (BUL) · 4-0 |                            |             |
| Jesús Rodríguez  | 68 kg       | A csoport · Maksim Geller (ISR) · 1-2 · Akaisi Kószei (JPN) · 0-1 | 9.         | kiesett           | kiesett                                       | kiesett                      | kiesett                     | kiesett                    | helyezetlen |
| Roberto Limonta  | 90 kg       | A csoport · Gregory Edgelow (CAN) · 2-1 · Ludwig Schneider (GER) · 10-0 · Maharbek Hadarcev (EUN) · 2-7 · Renato Lombardo (ITA) · 6-1 · Christopher Campbell (USA) · 4-5     | 3.         |                   |                                               | Ayoub Baninosrat (IRI) · 1-3 |                             |                            | 6.          |

DQ – kizárták

## Cselgáncs
Férfi
| Versenyző         | Versenyszám  | Selejtező                   | 32-es főtábla                        | Nyolcaddöntő                         | Negyeddöntő                        | Elődöntő                      | Vigaszág első kör | Vigaszág nyolcaddöntő          | Vigaszág negyeddöntő               | Vigaszág elődöntő             | Bronz- mérkőzés                     | Döntő             | Helyezés |
| Versenyző         | Versenyszám  | Ellenfél Eredmény           | Ellenfél Eredmény                    | Ellenfél Eredmény                    | Ellenfél Eredmény                  | Ellenfél Eredmény             | Ellenfél Eredmény | Ellenfél Eredmény              | Ellenfél Eredmény                  | Ellenfél Eredmény             | Ellenfél Eredmény                   | Ellenfél Eredmény | Helyezés |
| ----------------- | ------------ | --------------------------- | ------------------------------------ | ------------------------------------ | ---------------------------------- | ----------------------------- | ----------------- | ------------------------------ | ---------------------------------- | ----------------------------- | ----------------------------------- | ----------------- | -------- |
| Israel Hernández  | Harmatsúly   | Dănuţ Pop (ROU) · 1100-0000 | Abdel Hakim Harkat (ALG) · 0010-0000 | Stefan Ćuk (SLO) · 1000-0000         | Marujama Kendzsi (JPN) · 0001-0000 | Csák József (HUN) · 0000-1000 |                   |                                |                                    |                               | Francisco Lorenzo (ESP) · 1000-0000 |                   |          |
| Ignacio Sayu      | Könnyűsúly   | erőnyerő                    | Wiesław Błach (POL) · 0000-1100      | kiesett                              | kiesett                            | kiesett                       |                   |                                |                                    |                               |                                     |                   | 22.      |
| Andrés Franco     | Középsúly    | erőnyerő                    | Isaac Angbo (CIV) · 0001-0000        | Ilualoma Isako (ZAI) · 1000-0000     | Pascal Tayot (FRA) · 0000-0001     |                               |                   |                                | Adrian Croitoru (ROU) · 0000-1000  | kiesett                       | kiesett                             |                   | 9.       |
| Belarmino Salgado | Félnehézsúly | erőnyerő                    | Ilíasz Níkasz (GRE) · 1000-0000      | Luigi Guido (ITA) · 0100-0000        | Raymond Stevens (GBR) · 0000-1000  |                               |                   |                                | Indrek Pertelson (EST) · 0000-1000 | kiesett                       | kiesett                             |                   | 9.       |
| Frank Moreno      | Nehézsúly    |                             | Sigurður Bergmann (ISL) · 1100-0000  | David Hahalejsvili (EUN) · 0000-0100 |                                    |                               |                   | Khalif Diouf (SEN) · 1000-0000 | Rafał Kubacki (POL) · 1000-0000    | Damon Keeve (USA) · 1000-0000 | David Douillet (FRA) · 0000-0010    |                   | 5.       |

Női
| Versenyző        | Versenyszám  | Selejtező                                   | Nyolcaddöntő                             | Negyeddöntő                         | Elődöntő                         | Vigaszág nyolcaddöntő                 | Vigaszág negyeddöntő                   | Vigaszág elődöntő               | Bronz- mérkőzés                       | Döntő                                                | Helyezés |
| Versenyző        | Versenyszám  | Ellenfél Eredmény                           | Ellenfél Eredmény                        | Ellenfél Eredmény                   | Ellenfél Eredmény                | Ellenfél Eredmény                     | Ellenfél Eredmény                      | Ellenfél Eredmény               | Ellenfél Eredmény                     | Ellenfél Eredmény                                    | Helyezés |
| ---------------- | ------------ | ------------------------------------------- | ---------------------------------------- | ----------------------------------- | -------------------------------- | ------------------------------------- | -------------------------------------- | ------------------------------- | ------------------------------------- | ---------------------------------------------------- | -------- |
| Amarilis Savón   | Légsúly      | Tamura Rjóko (JPN) · 0000-0010              |                                          |                                     |                                  | Andrea Rodrigues (BRA) · 0001-0000    | Li Aj-jüe (Li Aiyue) (CHN) · 1000-0000 | Yolanda Soler (ESP) · 1000-0000 | Szalíma esz-Szuákri (ALG) · 0010-0000 |                                                      |          |
| Legna Verdecia   | Harmatsúly   | Carolina Mariani (ARG) · 0000-0001          | kiesett                                  | kiesett                             | kiesett                          |                                       |                                        |                                 |                                       |                                                      | 20.      |
| Driulis González | Könnyűsúly   | Jemina Alves (BRA) · 1100-0000              | Maria Gontowicz-Szałas (POL) · 0010-0000 | Ursula Myrén (SWE) · 0010-0000      | Miriam Blasco (ESP) · 0000-1000  |                                       |                                        |                                 | Kate Donahoo (USA) · 0010-0000        |                                                      |          |
| Ileana Beltran   | Váltósúly    | Michelle Buckingham (CAN) · 1000-0000       | Cathérine Fleury (FRA) · 0000-0001       |                                     |                                  | Debbie Warren-Jeans (ZIM) · 0100-0000 | Xiomara Griffith (VEN) · 0000-0010     | kiesett                         | kiesett                               |                                                      | 9.       |
| Odalis Revé      | Középsúly    | Vu mej-ling (Wu Mei-Ling) (TPE) · 1000-0000 | Grace Jividen (USA) · 0010-0000          | Király Anita (HUN) · 1100-0000      | Kate Howey (GBR) · 0010-0000     |                                       |                                        |                                 |                                       | Emanuela Pierantozzi (ITA) · 0100-0000               |          |
| Niurka Moreno    | Félnehézsúly | Yelena Besova (EUN) · 1000-0000             | Regina Schüttenhelm (GER) · 0000-0001    | kiesett                             | kiesett                          |                                       |                                        |                                 |                                       |                                                      | 16.      |
| Estela Rodríguez | Nehézsúly    | erőnyerő                                    | Beata Maksymowa (POL) · 0010-0000        | Supatra Yompakdee (THA) · 1000-0000 | Natalia Lupino (FRA) · 0010-0000 |                                       |                                        |                                 |                                       | Csuang Hsziao-jen (Zhuang Xiaoyan) (CHN) · 0000-1000 |          |

## Evezés
Férfi
| Versenyző                                                    | Versenyszám      | Előfutam | Előfutam | Vigaszág | Vigaszág | Elődöntő | Elődöntő | Elődöntő | Döntő | Döntő   | Döntő | Helyezés |
| Versenyző                                                    | Versenyszám      | Idő      | Hely.    | Idő      | Hely.    | Típus    | Idő      | Hely.    | Típus | Idő     | Hely. | Helyezés |
| ------------------------------------------------------------ | ---------------- | -------- | -------- | -------- | -------- | -------- | -------- | -------- | ----- | ------- | ----- | -------- |
| Ismael Carbonell Arnaldo Rodríguez Roberto Ojeda (kormányos) | Kormányos kettes | 7:04,67  | 3.       | 7:06,83  | 1.       | A/B      | 6:59,11  | 3.       | A     | 6:58,26 | 5.    | 5.       |

## Kajak-kenu

### Síkvízi
Férfi
| Versenyző                   | Versenyszám         | Előfutam | Előfutam | Előfutam | Vigaszág | Vigaszág | Vigaszág | Elődöntő | Elődöntő | Elődöntő | Döntő   | Döntő    |
| Versenyző                   | Versenyszám         | Idő      | Hely.    | Össz.    | Idő      | Hely.    | Össz.    | Idő      | Hely.    | Össz.    | Idő     | Helyezés |
| --------------------------- | ------------------- | -------- | -------- | -------- | -------- | -------- | -------- | -------- | -------- | -------- | ------- | -------- |
| Angel Pérez                 | Kajak egyes 500 m   | 1:48,32  | 6.       | 22.      | 1:41,28  | 1.       | 3.       | 1:43,94  | 8.       | 16.      | kiesett | kiesett  |
| Angel Pérez Marlo Marcheco  | Kajak kettes 1000 m | 3:19,83  | 4.       | 10.      | 3:18,01  | 2.       | 4.       | 3:26,18  | 9.       | 18.      | kiesett | kiesett  |
| Armando Silega              | Kenu egyes 500 m    | 1:58,78  | 6.       | 16.      | 1:56,25  | 3.       | 6.       | 1:59,22  | 8.       | 16.      | kiesett | kiesett  |
| Armando Silega              | Kenu egyes 1000 m   | 4:10,76  | 4.       | 14.      | 4:04,43  | 3.       | 5.       | 4:25,54  | 7.       | 14.      | kiesett | kiesett  |
| Fernando Zamora Juan Aballí | Kenu kettes 500 m   | 1:53,50  | 6.       | 13.      |          |          |          | 1:43,04  | 5.       | 8.       | kiesett | kiesett  |
| Fernando Zamora Juan Aballí | Kenu kettes 1000 m  | 3:48,78  | 7.       | 12.      |          |          |          | 3:46,01  | 2.       | 6.       | 4:00,06 | 9.       |

## Kerékpározás

### Pálya-kerékpározás
Üldözőversenyek
| Versenyző                                                     | Versenyszám                | Selejtező | Selejtező | Negyeddöntő  | Negyeddöntő | Negyeddöntő | Elődöntő     | Elődöntő  | Elődöntő | Döntő        | Döntő     | Helyezés |
| Versenyző                                                     | Versenyszám                | Idő       | Hely.     | Ellenfél Idő | Saját idő   | Hely.       | Ellenfél Idő | Saját idő | Hely.    | Ellenfél Idő | Saját idő | Helyezés |
| ------------------------------------------------------------- | -------------------------- | --------- | --------- | ------------ | ----------- | ----------- | ------------ | --------- | -------- | ------------ | --------- | -------- |
| Conrado Cabrera Eugenio Castro Noël de la Cruz Raúl Domínguez | Férfi csapat üldözőverseny | 4:27,060  | 13.       | kiesett      | kiesett     | kiesett     | kiesett      | kiesett   | kiesett  | kiesett      | kiesett   | 13.      |

Pontversenyek
| Versenyző       | Versenyszám       | Selejtező | Selejtező | Selejtező | Selejtező | Döntő     | Döntő | Helyezés |
| Versenyző       | Versenyszám       | Csoport   | lekörözés | Pont      | Hely.     | lekörözés | Pont  | Helyezés |
| --------------- | ----------------- | --------- | --------- | --------- | --------- | --------- | ----- | -------- |
| Conrado Cabrera | Férfi pontverseny | B         | 1         | 18        | 8.        | -         | 12    | 13.      |

## Kosárlabda

### Női
| Kubai női kosárlabdacsapat-játékoskeret                                                            | Kubai női kosárlabdacsapat-játékoskeret                                                         |
| -------------------------------------------------------------------------------------------------- | ----------------------------------------------------------------------------------------------- |
| - Judith Águila - Andrea Borrell - Liset Castillo - Milayda Enríquez - Dalia Henry - Ana Hernández | - Regla Hernández - Grisel Herrera - Biosotis Lagnó - María León - Yamilé Martínez - Olga Vigil |

#### Eredmények
Csoportkör
A csoport
| Csapat                  | M | Gy | V | P+  | P–  | Pk  | P |
| ----------------------- | - | -- | - | --- | --- | --- | - |
| Kuba (CUB)              | 3 | 3  | 0 | 246 | 230 | +16 | 6 |
| Egyesített Csapat (EUN) | 3 | 2  | 1 | 244 | 222 | +22 | 5 |
| Brazília (BRA)          | 3 | 1  | 2 | 237 | 241 | –4  | 4 |
| Olaszország (ITA)       | 3 | 0  | 3 | 190 | 224 | –34 | 3 |

| 1992. július 30. 13:00 | Egyesített Csapat (EUN)   | 89–91     | Kuba (CUB)      | Pabellón Olímpico de Badalona, Badalona |
| 1992. július 30. 13:00 | (44–44)                   |           |                 | Pabellón Olímpico de Badalona, Badalona |
| 1992. július 30. 13:00 | Hudasova, Zaszulszkaja 20 | Pont      | Borrell 28      | Pabellón Olímpico de Badalona, Badalona |
| 1992. július 30. 13:00 | Zaszulszkaja 9            | Lepattanó | Borrell 9       | Pabellón Olímpico de Badalona, Badalona |
| 1992. július 30. 13:00 | Zsirko, Szumnyikova 7     | Gólpassz  | három játékos 3 | Pabellón Olímpico de Badalona, Badalona |

| 1992. augusztus 1. 13:00 | Kuba (CUB)      | 95–88     | Brazília (BRA)       | Pabellón Olímpico de Badalona, Badalona |
| 1992. augusztus 1. 13:00 | (34–42)         |           |                      | Pabellón Olímpico de Badalona, Badalona |
| 1992. augusztus 1. 13:00 | R. Hernández 32 | Pont      | dos Santos Arcain 27 | Pabellón Olímpico de Badalona, Badalona |
| 1992. augusztus 1. 13:00 | Martínez 13     | Lepattanó | dos Santos Arcain 10 | Pabellón Olímpico de Badalona, Badalona |
| 1992. augusztus 1. 13:00 | Borrell 3       | Gólpassz  | da Silva 9           | Pabellón Olímpico de Badalona, Badalona |

| 1992. augusztus 3. 13:00 | Olaszország (ITA) | 53–60     | Kuba (CUB)         | Pabellón Olímpico de Badalona, Badalona |
| 1992. augusztus 3. 13:00 | (26–36)           |           |                    | Pabellón Olímpico de Badalona, Badalona |
| 1992. augusztus 3. 13:00 | Fullin 16         | Pont      | Vigil, Enríquez 11 | Pabellón Olímpico de Badalona, Badalona |
| 1992. augusztus 3. 13:00 | Pollini 8         | Lepattanó | Enríquez 13        | Pabellón Olímpico de Badalona, Badalona |
| 1992. augusztus 3. 13:00 | Todeschini 4      | Gólpassz  | öt játékos 1       | Pabellón Olímpico de Badalona, Badalona |

Elődöntő
| 1992. augusztus 5. 13:00 | Kuba (CUB) | 70–109    | Kína (CHN)                                       | Pabellón Olímpico de Badalona, Badalona |
| 1992. augusztus 5. 13:00 | (30–57)    |           |                                                  | Pabellón Olímpico de Badalona, Badalona |
| 1992. augusztus 5. 13:00 | Borrell 16 | Pont      | Cung Hszüe-ti (Cong Xuedi), Li Hszin (Li Xin) 20 | Pabellón Olímpico de Badalona, Badalona |
| 1992. augusztus 5. 13:00 | Borrell 8  | Lepattanó | Cseng Haj-hszia (Zheng Haixia) 5                 | Pabellón Olímpico de Badalona, Badalona |
| 1992. augusztus 5. 13:00 | Vigil 2    | Gólpassz  | Cseng Tung-mej (Zheng Dongmei) 5                 | Pabellón Olímpico de Badalona, Badalona |

Bronzmérkőzés
| 1992. augusztus 7. 13:00 | Egyesült Államok (USA) | 88–74     | Kuba (CUB)     | Pabellón Olímpico de Badalona, Badalona |
| 1992. augusztus 7. 13:00 | (44–44)                |           |                | Pabellón Olímpico de Badalona, Badalona |
| 1992. augusztus 7. 13:00 | Edwards 18             | Pont      | Castillo 16    | Pabellón Olímpico de Badalona, Badalona |
| 1992. augusztus 7. 13:00 | McClain 12             | Lepattanó | Borrell 9      | Pabellón Olímpico de Badalona, Badalona |
| 1992. augusztus 7. 13:00 | Edwards 5              | Gólpassz  | négy játékos 1 | Pabellón Olímpico de Badalona, Badalona |

| Csapat     | Helyezés |
| ---------- | -------- |
| Kuba (CUB) | 4.       |

## Ökölvívás
| Versenyző         | Versenyszám     | Selejtező                              | Nyolcaddöntő                           | Negyeddöntő                    | Elődöntő                         | Döntő                                     | Helyezés |
| Versenyző         | Versenyszám     | Ellenfél Eredmény                      | Ellenfél Eredmény                      | Ellenfél Eredmény              | Ellenfél Eredmény                | Ellenfél Eredmény                         | Helyezés |
| ----------------- | --------------- | -------------------------------------- | -------------------------------------- | ------------------------------ | -------------------------------- | ----------------------------------------- | -------- |
| Rogelio Marcelo   | Papírsúly       | Mfamsibili Mnisi (SWZ) · RSC           | Erdenotsogtyn Tsogtjargal (MGL) · 14-2 | Rafael Lozano (ESP) · 11-3     | Roel Velasco (PHI) · RSC         | Daniel Petrov (BUL) · 24-10               |          |
| Raúl González     | Légsúly         | Leszek Olszewski (POL) · 15-7          | Moses Malagu (NGR) · RSC               | David Serradas (VEN) · 24-7    | Tim Austin (USA) · RSC           | Cshö Csholszu (Choi Chol-su) (PRK) · 2-12 |          |
| Joel Casamayor    | Harmatsúly      | Dévaradzsan Venkateszan (IND) · 13-7   | Kalai Riadh (TUN) · 16-11              | Roberto Jalnaiz (PHI) · KO     | Mohamed Achik (MAR) · leléptetés | Wayne McCullough (IRL) · 14-8             |          |
| Eddy Suárez       | Pehelysúly      | Ri Cshilgun (Li Chil-Gun) (PRK) · 20-5 | Mohamed Soltani (TUN) · RSC            | Faustino Reyes (ESP) · 7-17    | kiesett                          | kiesett                                   | 5.       |
| Julio González    | Könnyűsúly      | Toncso Toncsev (BUL) · 12-14           | kiesett                                | kiesett                        | kiesett                          | kiesett                                   | 17.      |
| Héctor Vinent     | Kisváltósúly    | Edwin Cassiani (COL) · 27-4            | Andreas Zülow (GER) · 14-2             | Oleg Nikolayev (EUN) · 26-3    | Jyri Kjäll (FIN) · 13-3          | Mark Leduc (CAN) · 11-1                   |          |
| Juan Hernández    | Váltósúly       | Saïd Ben Najem (FRA) · 6-0             | Jeon Jin-Cheol (KOR) · RSC             | Sören Antman (SWE) · RSC       | Anibál Acevedo (PUR) · 11-2      | Michael Carruth (IRL) · 10-13             |          |
| Juan Carlos Lemus | Nagyváltósúly   | Arkady Topayev (EUN) · 11-0            | Markus Beyer (GER) · RSC               | Igors Šaplavskis (LAT) · 12-2  | Mizsei György (HUN) · 10-2       | Orhan Delibas (NED) · 6-1                 |          |
| Ariel Hernández   | Középsúly       | Joseph Laryea (GHA) · 6-0              | Gilberto Brown (ISV) · 13-2            | Sven Ottke (GER) · 14-6        | I Szungbe (KOR) · 14-1           | Chris Byrd (USA) · 12-7                   |          |
| Ángel Espinosa    | Félnehézsúly    | Mehmet Gürgen (TUR) · RSC              | Roberto Castelli (ITA) · RSC           | Wojciech Bartnik (POL) · 7-9   | kiesett                          | kiesett                                   | 5.       |
| Félix Savón       | Nehézsúly       | Krzysztof Rojek (POL) · RSC            | Bert Teuchert (GER) · 11-2             | Danell Nicholson (USA) · 13-11 | Arnold Vanderlyde (NED) · 23-3   | David Izonritei (NGR) · 14-1              |          |
| Roberto Balado    | Szupernehézsúly | erőnyerő                               | Thomas Glesby (CAN) · 16-2             | Larry Donald (USA) · 10-4      | Brian Nielsen (DEN) · 15-1       | Richard Igbineghu (NGR) · 13-2            |          |

RSC – a játékvezető megállította a mérkőzést

## Röplabda

### Férfi
| Kubai férfi röplabdacsapat-játékoskeret                                                                 | Kubai férfi röplabdacsapat-játékoskeret                                                              |
| --- | --- |
| - Lazaro Beltran - Freddy Brooks - Joël Despaigne - Raúl Diago - Ihosvany Hernández - Osvaldo Hernández | - Lazaro Marin - Félix Millán - Abel Sarmientos - Rodolfo Sánchez - Idalberto Valdes - Nicolas Vives |

#### Eredmények
Csoportkör
B csoport
|                         |      | Mérkőzések | Mérkőzések | Szettek | Szettek | Szettek | Pontok | Pontok | Pontok |
| Csapat                  | Pont | Gy         | V          | Sz+     | Sz–     | SzA     | P+     | P–     | PA     |
| ----------------------- | ---- | ---------- | ---------- | ------- | ------- | ------- | ------ | ------ | ------ |
| Brazília (BRA)          | 10   | 5          | 0          | 15      | 2       | 7,500   | 248    | 165    | 1,503  |
| Kuba (CUB)              | 9    | 4          | 1          | 13      | 5       | 2,600   | 231    | 180    | 1,283  |
| Egyesített Csapat (EUN) | 8    | 3          | 2          | 11      | 7       | 1,571   | 229    | 205    | 1,117  |
| Hollandia (NED)         | 7    | 2          | 3          | 8       | 9       | 0,889   | 218    | 181    | 1,204  |
| Dél-Korea (KOR)         | 6    | 1          | 4          | 3       | 12      | 0,250   | 142    | 212    | 0,670  |
| Algéria (ALG)           | 5    | 0          | 5          | 0       | 15      | 0,000   | 100    | 225    | 0,444  |

| 1992. július 26. 10:30 | Hollandia (NED)             | 1–3 | Kuba (CUB) | Játékvezető: Shimoyama Takashi (JPN), Umberto Suprani (ITA) |
| 1992. július 26. 10:30 | (12–15, 15–17, 15–6, 10–15) |     |            | Játékvezető: Shimoyama Takashi (JPN), Umberto Suprani (ITA) |

| 1992. július 28. 10:30 | Kuba (CUB)         | 3–0 | Algéria (ALG) | Játékvezető: Francisco Fraile Estival (ESP), Jean-Francois Marty (FRA) |
| 1992. július 28. 10:30 | (15–4, 15–2, 15–3) |     |               | Játékvezető: Francisco Fraile Estival (ESP), Jean-Francois Marty (FRA) |

| 1992. július 30. 21:30 | Egyesített Csapat (EUN)    | 1–3 | Kuba (CUB) | Játékvezető: Shimoyama Takashi (JPN), Juan Angel Pereyra (ARG) |
| 1992. július 30. 21:30 | (15–8, 10–15, 12–15, 5–15) |     |            | Játékvezető: Shimoyama Takashi (JPN), Juan Angel Pereyra (ARG) |

| 1992. augusztus 1. 21:30 | Brazília (BRA)            | 3–1 | Kuba (CUB) | Játékvezető: Stoyan-Kostov Stoyanov (BUL), Sun Tjan Hui (CHN) |
| 1992. augusztus 1. 21:30 | (15–6, 15–8, 12–15, 15–6) |     |            | Játékvezető: Stoyan-Kostov Stoyanov (BUL), Sun Tjan Hui (CHN) |

| 1992. augusztus 3. 15:00 | Kuba (CUB)         | 3–0 | Dél-Korea (KOR) | Játékvezető: Goof van Velsen (NED), Shimoyama Takashi (JPN) |
| 1992. augusztus 3. 15:00 | (15–5, 15–7, 15–8) |     |                 | Játékvezető: Goof van Velsen (NED), Shimoyama Takashi (JPN) |

Negyeddöntő
| 1992. augusztus 5. 13:00 | Spanyolország (ESP) | 0–3 | Kuba (CUB) | Játékvezető: Cho Young-Ho (KOR), Josebel Palmeirin (BRA) |
| 1992. augusztus 5. 13:00 | (14–16, 9–15, 6–15) |     |            | Játékvezető: Cho Young-Ho (KOR), Josebel Palmeirin (BRA) |

Elődöntő
| 1992. augusztus 7. 10:30 | Hollandia (NED)      | 3–0 | Kuba (CUB) | Játékvezető: Juan Angel Pereyra (ARG), Gabriel Gimenez (ESP) |
| 1992. augusztus 7. 10:30 | (15–11, 15–13, 15–9) |     |            | Játékvezető: Juan Angel Pereyra (ARG), Gabriel Gimenez (ESP) |

Bronzmérkőzés
| 1992. augusztus 9. 10:30 | Kuba (CUB)                  | 1–3 | Egyesült Államok (USA) | Játékvezető: Juan Angel Pereyra (ARG), Umberto Suprani (ITA) |
| 1992. augusztus 9. 10:30 | (15–12, 13–15, 7–15, 11–15) |     |                        | Játékvezető: Juan Angel Pereyra (ARG), Umberto Suprani (ITA) |

| Csapat     | Helyezés |
| ---------- | -------- |
| Kuba (CUB) | 4.       |

### Női
| Kubai női röplabdacsapat-játékoskeret                                                              | Kubai női röplabdacsapat-játékoskeret                                                            |
| -------------------------------------------------------------------------------------------------- | ------------------------------------------------------------------------------------------------ |
| - Regla Bell - Mercedes Calderón - Magaly Carvajal - Marlenis Costa - Ana Fernández - Idalmis Gato | - Lilia Izquierdo - Norka Latamblet - Mireya Luis - Tania Ortiz - Raisa O’Farrill - Regla Torres |

#### Eredmények
Csoportkör
B csoport
|                 |      | Mérkőzések | Mérkőzések | Szettek | Szettek | Szettek | Pontok | Pontok | Pontok |
| Csapat          | Pont | Gy         | V          | Sz+     | Sz–     | SzA     | P+     | P–     | PA     |
| --------------- | ---- | ---------- | ---------- | ------- | ------- | ------- | ------ | ------ | ------ |
| Kuba (CUB)      | 6    | 3          | 0          | 9       | 2       | 4,500   | 151    | 129    | 1,171  |
| Brazília (BRA)  | 5    | 2          | 1          | 7       | 6       | 1,167   | 170    | 145    | 1,172  |
| Hollandia (NED) | 4    | 1          | 2          | 4       | 8       | 0,500   | 136    | 166    | 0,819  |
| Kína (CHN)      | 3    | 0          | 3          | 5       | 9       | 0,556   | 174    | 191    | 0,911  |

| 1992. július 29. 21:30 | Kína (CHN)                  | 1–3 | Kuba (CUB) | Játékvezető: Juan Angel Pereyra (ARG), Levan Stepanian (ARM) |
| 1992. július 29. 21:30 | (15–13, 11–15, 9–15, 11–15) |     |            | Játékvezető: Juan Angel Pereyra (ARG), Levan Stepanian (ARM) |

| 1992. július 31. 13:00 | Brazília (BRA)             | 1–3 | Kuba (CUB) | Játékvezető: Heiner Loose (GER), Robert Clarke (USA) |
| 1992. július 31. 13:00 | (11–15, 15–3, 13–15, 9–15) |     |            | Játékvezető: Heiner Loose (GER), Robert Clarke (USA) |

| 1992. augusztus 2. 19:00 | Kuba (CUB)            | 3–0 | Hollandia (NED) | Játékvezető: Juan Angel Pereyra (ARG), Stoyan-Kostov Stoyanov (BUL) |
| 1992. augusztus 2. 19:00 | (15–11, 15–11, 15–13) |     |                 | Játékvezető: Juan Angel Pereyra (ARG), Stoyan-Kostov Stoyanov (BUL) |

Elődöntő
| 1992. augusztus 6. 19:00 | Egyesült Államok (USA)          | 2–3 | Kuba (CUB) | Játékvezető: Sun Tjan Hui (CHN), Peter Henry (CAN) |
| 1992. augusztus 6. 19:00 | (15–8, 9–15, 15–6, 5–15, 11–15) |     |            | Játékvezető: Sun Tjan Hui (CHN), Peter Henry (CAN) |

Döntő
| 1992. augusztus 7. 21:30 | Egyesített Csapat (EUN)      | 1–3 | Kuba (CUB) | Játékvezető: Cho Young-Ho (KOR), Laert De Souza (BRA) |
| 1992. augusztus 7. 21:30 | (14–16, 15–12, 12–15, 13–15) |     |            | Játékvezető: Cho Young-Ho (KOR), Laert De Souza (BRA) |

| Csapat     | Helyezés |
| ---------- | -------- |
| Kuba (CUB) |          |

## Sportlövészet
Férfi
| Versenyző  | Versenyszám     | Selejtező | Selejtező | Döntő   | Döntő    |
| Versenyző  | Versenyszám     | Pont      | Helyezés  | Pont    | Helyezés |
| ---------- | --------------- | --------- | --------- | ------- | -------- |
| Jorge Rios | Futócéllövészet | 568       | 14.       | kiesett | kiesett  |

Női
| Versenyző           | Versenyszám   | Selejtező | Selejtező | Döntő   | Döntő    |
| Versenyző           | Versenyszám   | Pont      | Helyezés  | Pont    | Helyezés |
| ------------------- | ------------- | --------- | --------- | ------- | -------- |
| Tania Pérez         | Légpisztoly   | 375       | 24.****   | kiesett | kiesett  |
| Tania Pérez         | Sportpisztoly | 565       | 36.*      | kiesett | kiesett  |
| Margarita Tarradell | Sportpisztoly | 572       | 24.*      | kiesett | kiesett  |
| Margarita Tarradell | Légpisztoly   | 374       | 31.**     | kiesett | kiesett  |

Nyílt
| Versenyző        | Versenyszám | Selejtező | Selejtező | Elődöntő | Elődöntő | Döntő   | Döntő    |
| Versenyző        | Versenyszám | Pont      | Helyezés  | Pont     | Helyezés | Pont    | Helyezés |
| ---------------- | ----------- | --------- | --------- | -------- | -------- | ------- | -------- |
| Servando Puldón  | Skeet       | 139       | 55.*      | kiesett  | kiesett  | kiesett | kiesett  |
| Guillermo Torres | Skeet       | 148       | 11.       | 197      | 11.***   | kiesett | kiesett  |

* – egy másik versenyzővel azonos eredményt ért el

** – három másik versenyzővel azonos eredményt ért el

*** – négy másik versenyzővel azonos eredményt ért el

**** – hat másik versenyzővel azonos eredményt ért el

## Súlyemelés
| Versenyző            | Versenyszám | Szakítás | Szakítás | Lökés    | Lökés    | Összesen | Helyezés |
| Versenyző            | Versenyszám | Eredmény | Helyezés | Eredmény | Helyezés | Összesen | Helyezés |
| -------------------- | ----------- | -------- | -------- | -------- | -------- | -------- | -------- |
| Pablo Lara           | 75 kg       | 155,0    | 7.       | 202,5    | 2.       | 357,5    |          |
| Raúl Mora            | 75 kg       | 150,0    | 11.      | 195,0    | 3.       | 345,0    | 6.       |
| Lino Elias           | 82,5 kg     | 160,0    | 12.      | 205,0    | 2.       | 365,0    | 6.       |
| José Heredia         | 82,5 kg     | 165,0    | 5.       | 197,5    | 7.       | 362,5    | 8.       |
| Emilio Lara          | 90 kg       | 165,0    | 6.       | 210,0    | 5.       | 375,0    | 6.       |
| Maurys Charón        | 110 kg      | 170,0    | 12.      | 205,0    | 10.      | 375,0    | 11.      |
| Flavio Villavicencio | 110 kg      | 170,0    | 11.      | 217,5    | 6.       | 387,5    | 7.       |
| Ernesto Agüero       | +110 kg     | 182,5    | 3.       | 230,0    | 4.       | 412,5    | 4.       |

## Úszás
Férfi
| Versenyző                 | Versenyszám | Előfutam | Előfutam | Előfutam | Döntő   | Döntő   | Döntő   | Helyezés |
| Versenyző                 | Versenyszám | Idő      | Hely.    | Össz.    | Típus   | Idő     | Hely.   | Helyezés |
| ------------------------- | ----------- | -------- | -------- | -------- | ------- | ------- | ------- | -------- |
| Rodolfo Falcón            | 100 m hát   | 55,99    | 3.       | 7.       | A       | 55,76   | 7.      | 7.       |
| Rodolfo Falcón            | 200 m hát   | 2:00,52  | 1.       | 9.       | B       | 2:00,22 | 1.      | 9.       |
| Mario González Montesinos | 100 m mell  | 1:03,53  | 6.       | 22.      | kiesett | kiesett | kiesett | kiesett  |
| Mario González Montesinos | 200 m mell  | 2:16,45  | 5.       | 18.      | kiesett | kiesett | kiesett | kiesett  |

## Vívás
Férfi
| Versenyző                                                                            | Versenyszám | Csoportkör | Csoportkör | Selejtező                           | 32-es főtábla                        | Egyenes ág a negyeddöntőért         | Egyenes ág a negyeddöntőért             | Vigaszág a negyeddöntőért    | Vigaszág a negyeddöntőért           | Vigaszág a negyeddöntőért | Vigaszág a negyeddöntőért            | Negyeddöntő                         | Elődöntő                                 | Döntő                                            | Helyezés |
| Versenyző                                                                            | Versenyszám | Csoportkör | Csoportkör | Selejtező                           | 32-es főtábla                        | 1. kör                              | 2. kör                                  | 1. kör                       | 2. kör                              | 3. kör                    | 4. kör                               | Negyeddöntő                         | Elődöntő                                 | Döntő                                            | Helyezés |
| Versenyző                                                                            | Versenyszám | Ellenfél Eredmény | Hely.      | Ellenfél Eredmény                   | Ellenfél Eredmény                    | Ellenfél Eredmény                   | Ellenfél Eredmény                       | Ellenfél Eredmény            | Ellenfél Eredmény                   | Ellenfél Eredmény         | Ellenfél Eredmény                    | Ellenfél Eredmény                   | Ellenfél Eredmény                        | Ellenfél Eredmény                                | Helyezés |
| ------------------------------------------------------------------------------------ | ----------- | --- | ---------- | ----------------------------------- | ------------------------------------ | ----------------------------------- | --------------------------------------- | ---------------------------- | ----------------------------------- | ------------------------- | ------------------------------------ | ----------------------------------- | ---------------------------------------- | ------------------------------------------------ | -------- |
| Guillermo Betancourt                                                                 | Tőr, egyéni | 9. csoport · Patrice Lhôtellier (FRA) · 5-3 · Abe Kinja (JPN) · 5-1 · Benoît Giasson (CAN) · 5-2 · Záhi el-Húri (LIB) · 5-1 · Lou Mún-tóng (Lo Moon Tong) (HKG) · 3-5                                        | 1.         | erőnyerő                            | Donald McKenzie (GBR) · 5-1, 5-0     | Piotr Kiełpikowski (POL) · 5-1, 6-4 | Ola Kajbjer (SWE) · 5-3, 3-5, 5-3       |                              |                                     |                           |                                      | Szerhij Holubickij (EUN) · 2-5, 0-5 | kiesett                                  | kiesett                                          | 7.       |
| Oscar García Pérez                                                                   | Tőr, egyéni | 6. csoport · Ulrich Schreck (GER) · 5-2 · Nagano Josihide (JPN) · 5-2 · Donald McKenzie (GBR) · 5-1 · Michael Ludwig (AUT) · 4-5 · Vu Hszing-jao (Wu Xing Yao) (HKG) · 2-5                                   | 2.         | Zaddick Longenbach (USA) · 5-3, 5-2 | Ulrich Schreck (GER) · 6-4, 1-5, 0-5 |                                     |                                         | Busa István (HUN) · 5-0, 5-2 | Szerhij Holubickij (EUN) · 5-6, 0-5 | kiesett                   | kiesett                              | kiesett                             | kiesett                                  | kiesett                                          | 21.      |
| Elvis Gregory                                                                        | Tőr, egyéni | 4. csoport · Andrea Borella (ITA) · 2-5 · Piotr Kiełpikowski (POL) · 2-5 · Ramiro Bravo (ESP) · 5-1 · Vang Haj-pin (Wang Haibin) (CHN) · 5-3 · Dario Torrente (RSA) · 5-1 · José Marcelo Álvarez (PAR) · 5-1 | 3.         | erőnyerő                            | Udo Wagner (GER) · 4-6, 5-1, 6-4     | Stefano Cerioni (ITA) · 5-3, 5-3    | Marian Sypniewski (POL) · 5-3, 3-5, 1-5 |                              |                                     |                           | Je Csung (Ye Chong) (CHN) · 5-1, 5-1 | Marian Sypniewski (POL) · 5-0, 6-5  | Szerhij Holubickij (EUN) · 5-3, 2-5, 1-5 | Bronzmérkőzés · Udo Wagner (GER) · 5-3, 2-5, 5-3 |          |
| Guillermo Betancourt Tulio Díaz Hermenegildo García Oscar García Pérez Elvis Gregory | Tőr, csapat | 1. csoport · Magyarország (HUN) · 9-3 · Nagy-Britannia (GBR) · 8-7 | 1.         |                                     |                                      |                                     |                                         |                              |                                     |                           |                                      | Dél-Korea (KOR) · 8-8               | Lengyelország (POL) · 9-7                | Németország (GER) · 8-8                          |          |

## Vízilabda
| Magyar férfi vízilabdacsapat-játékoskeret                                                                                   | Magyar férfi vízilabdacsapat-játékoskeret                                                                                     |
| --- | --- |
| - José Ángel Ramos - Juan Carlos Barreras - Norge Blay - Pablo Cuesta - Jorge del Valle - Marcelo Derouville - Bárbaro Díaz | - Lazaro Fernández - Ernesto García - Juan Hernández Olivera - Juan Hernández Silveira - Guillermo Martínez Luis - Iván Pérez |

### Eredmények
Csoportkör
B csoport
| Csapat              | M | Gy | D | V | G+ | G– | Gk  | P |
| ------------------- | - | -- | - | - | -- | -- | --- | - |
| Spanyolország (ESP) | 5 | 4  | 1 | 0 | 52 | 36 | +16 | 9 |
| Olaszország (ITA)   | 5 | 3  | 2 | 0 | 41 | 34 | +7  | 8 |
| Magyarország (HUN)  | 5 | 2  | 2 | 1 | 49 | 46 | +3  | 6 |
| Kuba (CUB)          | 5 | 2  | 0 | 3 | 50 | 53 | –3  | 4 |
| Hollandia (NED)     | 5 | 0  | 2 | 3 | 36 | 46 | –10 | 2 |
| Görögország (GRE)   | 5 | 0  | 1 | 4 | 32 | 45 | –13 | 1 |

| 1992. augusztus 1. 19:45 | Görögország (GRE)    | 9–10 | Kuba (CUB) | Játékvezetők: David Bathurst (GBR), John Dwyer Whitehouse (AUS) |
| 1992. augusztus 1. 19:45 | (2–4, 3–0, 3–3, 1–3) |      |            | Játékvezetők: David Bathurst (GBR), John Dwyer Whitehouse (AUS) |
| 1992. augusztus 1. 19:45 | Szeletópulosz 3      |      | Pérez 5    | Játékvezetők: David Bathurst (GBR), John Dwyer Whitehouse (AUS) |

| 1992. augusztus 2. 18:30 | Kuba (CUB)           | 11–12 | Magyarország (HUN) | Játékvezetők: Bret Beecher Bernard (USA), Eduard Prelovsky (TCH) |
| 1992. augusztus 2. 18:30 | (3–4, 3–3, 4–4, 1–1) |       |                    | Játékvezetők: Bret Beecher Bernard (USA), Eduard Prelovsky (TCH) |
| 1992. augusztus 2. 18:30 | Barreras 4           |       | Benedek 4          | Játékvezetők: Bret Beecher Bernard (USA), Eduard Prelovsky (TCH) |

| 1992. augusztus 3. 10:45 | Olaszország (ITA)    | 11–8 | Kuba (CUB)       | Játékvezetők: Juergen Blan (GER), John Whitehouse (AUT) |
| 1992. augusztus 3. 10:45 | (2–3, 2–2, 4–2, 3–1) |      |                  | Játékvezetők: Juergen Blan (GER), John Whitehouse (AUT) |
| 1992. augusztus 3. 10:45 | G. Porzio 3          |      | Olivera, Pérez 2 | Játékvezetők: Juergen Blan (GER), John Whitehouse (AUT) |

| 1992. augusztus 5. 10:45 | Hollandia (NED)      | 9–11 | Kuba (CUB)   | Játékvezetők: Richard Papazian (FRA), Radu Timoc (ROM) |
| 1992. augusztus 5. 10:45 | (5–3, 1–4, 0–2, 3–2) |      |              | Játékvezetők: Richard Papazian (FRA), Radu Timoc (ROM) |
| 1992. augusztus 5. 10:45 | Belkum, Meer 3       |      | öt játékos 2 | Játékvezetők: Richard Papazian (FRA), Radu Timoc (ROM) |

| 1992. augusztus 6. 20:00 | Spanyolország (ESP)  | 12–10 | Kuba (CUB) | Játékvezetők: Manuel Benitez (PUR), Riza Haluk Toygarli (TUR) |
| 1992. augusztus 6. 20:00 | (2–3, 4–3, 4–2, 2–2) |       |            | Játékvezetők: Manuel Benitez (PUR), Riza Haluk Toygarli (TUR) |
| 1992. augusztus 6. 20:00 | Estiarte 5           |       | Pérez 4    | Játékvezetők: Manuel Benitez (PUR), Riza Haluk Toygarli (TUR) |

Az 5–8. helyért
D csoport
| Csapat             | M | Gy | D | V | G+ | G– | Gk | P |
| ------------------ | - | -- | - | - | -- | -- | -- | - |
| Ausztrália (AUS)   | 3 | 2  | 1 | 0 | 23 | 20 | +3 | 5 |
| Magyarország (HUN) | 3 | 2  | 0 | 1 | 28 | 27 | +1 | 4 |
| Németország (GER)  | 3 | 1  | 1 | 1 | 24 | 21 | +3 | 3 |
| Kuba (CUB)         | 3 | 0  | 0 | 3 | 22 | 29 | –7 | 0 |

| 1992. augusztus 8. 09:30 | Ausztrália (AUS)     | 7–5 | Kuba (CUB) | Játékvezetők: Eduard Prelovsky (TCH), Masaoka Masaru (JPN) |
| 1992. augusztus 8. 09:30 | (2–0, 3–1, 2–2, 0–2) |     |            | Játékvezetők: Eduard Prelovsky (TCH), Masaoka Masaru (JPN) |
| 1992. augusztus 8. 09:30 | Marsden 3            |     | Pérez 2    | Játékvezetők: Eduard Prelovsky (TCH), Masaoka Masaru (JPN) |

| 1992. augusztus 9. 10:15 | Németország (GER)    | 10–6 | Kuba (CUB) | Játékvezetők: Eduard Prelovsky (TCH), Wim Keman (AHO) |
| 1992. augusztus 9. 10:15 | (2–2, 4–1, 1–1, 3–2) |      |            | Játékvezetők: Eduard Prelovsky (TCH), Wim Keman (AHO) |
| 1992. augusztus 9. 10:15 | Stamm 3              |      | Barreras 2 | Játékvezetők: Eduard Prelovsky (TCH), Wim Keman (AHO) |

| Csapat     | Helyezés |
| ---------- | -------- |
| Kuba (CUB) | 8.       |